# Actinote jucunda
Actinote jucunda är en fjärilsart som beskrevs av Jordan 1910. Actinote jucunda ingår i släktet Actinote och familjen praktfjärilar. Inga underarter finns listade i Catalogue of Life.